# 宋奇
宋奇（2世纪—178年），东汉隐彊侯。获封的原因和时间史无明载。汉灵帝光和元年（178年），伏诛。宋奇的妻子曹氏是顿丘令曹操从妹，曹操因此受到牵连被免官。
同年，亦发生汉灵帝宋皇后遭宦官王甫诬陷获罪被废事，宋皇后的父亲不其乡侯宋酆及宋酆诸子都被诛。史学家梁章钜据此认为宋奇当是宋皇后伏诛的兄弟之一。